# Cruria timorica
Cruria timorica là một loài bướm đêm trong họ Noctuidae.